# 宇野弘久
宇野 弘久（うの ひろひさ）は、安土桃山時代から江戸時代初期の武将。毛利氏の家臣。父は宇野元弘、兄に宇野元房、弟に宇野弘通。

## 生涯
天正元年（1573年）、毛利氏家臣・宇野元弘の次男として生まれる。
慶長19年（1614年）11月8日に父・元弘が死去し、その後を継いだ。
寛永6年（1629年）3月27日に死去。享年57。長男の就詮は弘久とは別に禄を与えられて別家を興したため、次男の就久が弘久の後を継いだ。